# Richard Marcus
Pour les articles homonymes, voir Marcus.
 (mars 2009).
Si vous disposez d'ouvrages ou d'articles de référence ou si vous connaissez des sites web de qualité traitant du thème abordé ici, merci de compléter l'article en donnant les références utiles à sa vérifiabilité et en les liant à la section « Notes et références ».
Richard Marcus est un acteur américain. Il a commencé à jouer en 1979.
Son dernier rôle en date est celui de Forbes en 2005 dans la série 24 heures chrono avec Kiefer Sutherland.
Il est aussi connu pour son rôle du Dr William Raines (dans 24 épisodes) dans la série Le Caméléon (1996-2000).

## Jeux vidéo
- 1998 : Dune 2000 : Le Mentat Ordos Edric O (VF : Pierre Dourlens)